# 단양 전투
단양 전투는 한국 전쟁 중기 잘못 전달된 이동 명령에 의해 대구로 이동했던 8사단이 다시 북진하여 단양에서 남한강을 사이에 두고 북한군과 대치해 1개 대대가 도하하여 북한군의 사단 지휘소를 급습함으로 인해 북한군에게 타격을 주고 국군의 사기를 올리는 전과를 얻었으며, 곧 도하하는 북한군과 일진일퇴의 격전을 벌이며 버팀으로 해서 북한군의 계획에 타격을 주는 결과를 가져왔다.

## 배경
제8사단은 6월 27일에 강릉을 물러나서 대관령에 집결하였다가 다음날에 반격을 감행하여 시가지를 눈 아래 굽어보는 외곽선을 포위하였으나 이때 마침 원주의 제6사단을 방문한 육군본부의 작전국장 장창국 대령이 구두로 전달한 명령에 따라서 제6사단의 작전임무를 인수코자 6월 29일 06:00에는 진당리를 출발하여 7월 2일 11:00에 제천으로 이동하였다.
그러나 “사단은 즉각 대구로 이동하라”는 육본작명이 하달되어 각연대를 또다시 집결케하는 즉시로 이동준비에 착수토록 하였으며, 김묵 대위가 이끄는 사단공병대대는 신림리-제천문의 철교와 교량을 폭파하였다.
7월 5일 02:00에 선발대가 출발하면서 특별열차를 이동하는대로 주력이 후속중에 있었는데 선발대가 대구에, 중문제대가 영천에 그리고 공병파괴반을 제외한 후 방제대가 안동에 각각 도착한 것은 15:00였다.
이때에 대전으로 선행한 사단장은 총참모장 정일권 소장으로부터 “그러한 작명을 하달한 사실이 없으니 즉각 북상하여 제천선을 계속 확보하라'는 작전지시를 받았으므로 즉각 L-4 연락기로 대구에 당도하게 되었으며 사단주력은 기관차를 돌려 달고 그대로 북상하기에 이르렀다.
이때 사단공병대대의 S-3 서정우 중위가 지휘하는 폭파반은 제천 동남쪽 1km 지점의 소하천상의 철교를 비롯하여 단양에 이르는 사이의 대소철교를 폭파하면서 남행 중에 있었다.
20:00에 안동에 집결한 사단은 이곳에서 숙영하고 다음날인 7월 6일 10:00에 출발하여 18:00에는 단양에 도착하였다. 이때에는 이미 공병폭파반이 단양철교를 폭파한 뒤 이고, 영월-주천리에서 남하한 오백룡 소장이 이끄는 북한군 제8사단의 전위가 이미 하차하여 지휘소를 단양중학교에 개설하고 즉각 전투준비에 착수하였다.

### 작전계획
사단이 단양에 진출하였을 무렵 접수한 육본작명 제23호에 이르기를 「사단은 1개연대로써 원주를 공격하고 기타부대는 현 전선을 고수하여 적의 남하를 저지하라」는 것이었으나 전날 안동에저 접수한 작전 제20호에는 「사단은 제천부근에서 고립을 각오하고 남하하는 적을 저지섬멸하라」는 것이었음을 상기할 때 육본에서는 필시 사단이 제천까지 능히 북상한 것으로 알고 하달한 것으로 판단되어 사단장 김정일 대령은 참모회의를 긴급히 소집하였다.
여기에서 논의한 결과 북한군의 선견대가 이미 도담리 대안의 덕천리-여천리-덕문곡리 부근에 도달한 현상황하에서 전사단이 적전도하하여 제천으로 진격한 다음 원주로 진격하는 것은 전후협격과 후방차단의 우려가 분명히 있으나 그릇된 작명인 북한군의 무전교란으로 제천에서 물러서서 군작전에 차질을 갖어 온 책임을 면할 길 없으니 우선 1개 연대만이 남한강을 도하하여 천주봉을 거쳐 도로를 따라서 제천으로 공격하되, 북한군의 강력한 저항에 부딪칠 때에는 지체없이 단양으로 후퇴하여 남한강 방어로써 적을 저지격멸하여야 할 것이라는 결론을 얻게 되었다.
그러나 대구 이동의 책임을 지고 물러선 정진 소령의 후임으로 새로히 사단 작전참모로 부임한 권태순 중령이 작전계획을 성안하고 있었는데 피아가 대치한 상황하에서 남한강을 건너 남하한 피난민을 심문하던 첩보대로부터 긴급보고가 있었다.
즉 매포리 서북쪽의 구만리(현 평동리)에 있는 매포 초등학교에 북한군의 사단 전방 지휘소가 추진되고 그 부근에 소수의 경계 병력만이 있을 뿐이고 주력은 제천에서 남하준비를 서두르고 있다는 것이다.
사단장은 정보참모 육근수 소령으로 하여금 즉각 확인토록 하였던 바 제보자는 제천의 유지와 경찰관으로서 믿을만한 첩보라는 것이다.
이에 사단장은 작전계획을 진정하여 제 10연대의 1개 대대만으로 사단지휘소를 기습하여 북한군의 예기를 제압키로 결심하고 요지를 다음과 같은 작전을 하달하였다.
| 작전 |
| ① 사단은 남한강변에서 적의 도하를 저지격멸하고 일부병력으로 적의 사단지휘소를 급습하려 한다. ② 제21연대는 고수리-슬음산-문천리-324고지와 청풍지구를 확보하여 적의 도하를 저지하라. ③ 제10연대는 1개 대대를 구만리로 진격시켜 적의 사단지휘소를 기습하고 주력은 사단예비로 대기하라. ④ 제18포병대대는 1개중대를 단양으로 진출시켜 제10연대의 공격대대에 대한 직접지원하라. ⑤ 사단 공병대대는 일부병력으로 제10연대 공격대대의 도하를 지원하고 주력은 사단예비로서 출동태세를 갖추라. ⑥ 접적시까지 무전침묵을 엄수하고 통신은 SOI에 의거하라. ⑦ 사단지휘소는 단양에 위치한다. 제8사단장 대령 김정일 |

이에 따라 사단 공병대장 김묵 대위는 이용구 중위가 이끄는 제2중대로 하여금 S-3 서정우 중위의 감독 하에 제10연대의 도하를 위한 교량작업에 착수토록 하였다.

## 전투 과정

### 7월 8일
사단이 신림리에서 접적중에 돌연히 철수함으로써 그 작전기도를 헤아리지 못한 북한군은 제천을 탈취하고도 계속 침공하지 못하고 남한강 북안으로 이미 진출한 일부의 선견대 마저 도전을 꾀하지 못한 채 피아문에서는 소강상태가 계속되었는데 제10연대가 북한군의 사단 전방 지휘소를 급습했다.

### 7월 9일
도담리 일대를 석권한 북한군은 이곳을 교두보로 하여 주력의 도하를 엄호하는 한편 695고지를 공격하고 2개 중대 규모는 겨주기 금곡리로 침공하였으며, 상율리에서 도하한 심곡리 돌출부의 적은 외양방일대를 격탈하였다.
제21연대는 차전차퇴로 695고지에서 물러나 664고지-슬음산(671고지)-현천리-324고지로 정면을 하고 일진일퇴의 공방전을 전개하기에 이르렀다.
이에 사단장은 북한군이 제21연대의 우일선 정면으로 집중 공격하는 징후로 미루어 보아 일부의 병력으로 봉우등-어의곡리-소백산맥의 영마루를 거쳐 풍기로 우회하여 사단의 퇴로를 차단하거나 지령에서 포위해 획책하는 것으로 판단하고 있었는데 이때 삼척 경찰서장 김두용 총경이 지휘하는 삼척 경찰대외 정선 경찰대의 1개대대 병력이 진출하기에 이르자 이를 국망봉(1421고지)-소백산(1439고지)일대로 급진시켜 방어종심을 유지케 하였다.
그런데 북한군의 계속된 포격과 집요한 공세로 제21연대가 혼전을 거듭하기에 이르자 사단장은 20:00에 요지를 다음과 같은 작명 제14호를 하달하였다.
| 작명 제14호 | 『① 당면의 적 제8사단은 봉우등-고수리-기촌리-양방일대를 점령하고 사단 동측방을 계속 압박하고 있다. ② 사단은 제10, 제21 양 연대의 작전임무를 교대하여 차적을 격퇴하고 저지선을 계속 확보하려 한다. ③ 제10연대는 23:00을 기하여 제21연대의 진지를 인수하고 공격준비를 갖추라. ④ 제21연대는 교대 즉시 장수리에서 재편하고 다음명령을 대기하라. ⑤ 사단 공병대대는 23:00 부로 제21연대로부터 배속해제와 동시에 장수리에 집결하라. ⑥ 제18포병대대는 23:00 이후 제10연대를 직접 지원하라. ⑦ 통신안보에 유의하라. ⑧ 사단지휘소는 24:00 이후 신기리에 위치한다.』 제8사단장 대령 김정일 |

### 7월 10일
개전 이후 오랜만에 쾌정한 날씨를 맞는 가운데 사단장 김정일 대령은 일선으로 전열을 갖추기에 이르자 기촌리 이서의 북한군에 대하여 05:00부터 반격을 감행토록 명령하였다.
이에 따라 반격전에 나선 제10연대는 664고지를 탈취하고 기촌리에서의 북한군의 침략지역을 강습하여 목표탈취를 목전에 두었으나 북한군의 최후발악적인 포격으로 분루를 삼키며 물러서야만 하였다.
그런데 이날 석양 무렵부터 일제히 공격을 개시하여 664고지-슬음산(671고지)을 압박하는 가운데 단양을 침탈 서측방이 노출되기에 이르자 사단장은 이날 사단 예비로 전환되어 재편중인 제 21연대 주력을 북하리-북하리선으로 급진시켜 서측배를 엄호하면서 제5번 도로에 연한 적의 침공을 조지케 하였다.
뒤에 알려진 바에 따르면 당시 새로히 북한군 제2군단장이된 김무정은 북한군 제1군단이 경부가도와 진천정면에서 침공의 진전이 보인데 반하여 자기군단은 충주 정면을 제외한 음성-단양 정면에서 성과를 거두지 못하자 격노한 나머지 총공격명령을 하달하였다는 것이다.

### 7월 11일
날씨는 계속 쾌청한 가운데 좌인접인 제6사단은 북한군 제1사단의 계속적인 압박으로 수안보에서 이화령으로 물러서기 시작하고, 제1사단은 북한군 제 15사단의 포위공격으로 음성에서 괴산으로 철수하였으며 김양원 준장이 이끄는 수도단장은 문안산에서 청주 북쪽의 미호천선으로 전진하였다.
한편 미 제24사단 정면에서는 북한군 제3, 4 양사단이 오치원-금강선으로 진출하였으니 전국이 바야흐로 긴박의 도를 더하였다.
이에 군은 금강선을 담당한 미 제24단과의 협동으로 소백산맥의 회랑에서 북한군을 저지하고 공세이동의 전기를 포착코자 이 산맥의 양견부인 죽령-오령-이화령을 담당한 제8, 6 양사단의 통합 지휘를 위하여 이날 함창에 제2군단의 전신인 육본 전방 지휘소를 개설하고 작전참모부장 김백일 대령이 그 지휘에 나섰다.
한편 사단 정면에서는 전날 밤에 단양을 탈취한 북한군의 전열을 정비하는 듯 포격을 전 전선에 퍼부어 진지선을 교란하였으나 별다른 움직임을 보이지 않다가 21:00에 2개연대 규모로 총 공격으로 나섬으로써 제10연대의 방어선이 동요하기에 이르자 자정무렵에는 마조리와 장현리선으로 전선을 정리하였다.
이보다 앞서 19:00부터 30분간에 걸쳐 미 공군 F-51 2개편대의 근접지원으로 단양시내에는 불기둥이 치솟고 적포도 한동안 침묵하였으나 장병들이 간절히 바라던 “북한군의 공격기도를 무산”을 시키리 만큼 결정적인 위력을 발휘하지는 못하였다.

### 7월 12일
이 무렵의 미 지상군 사령관 윌리엄 F. 딘(William F. Dean) 소장의 작전개념은 미 제24사단이 금강선을 한국군이 소백산맥을 계속 확보하고, 7월 10일부터 부산에 상륙하기 시작한 윌리엄 B. 킨(William B. Keen) 소장이 이끄는 미 제25사단을 김천-함창-경주선으로 급진시켜 한국군을 증원하여 북한군의 “김천돌파 기도를 분쇄하며, 빠른 시일내에 상륙하게 될 호버 R. 게이(Hober R. Gay) 소장이 이끄는 미 제1기병사단은 경부 가도정면으로 진출시켜 미 제24사단을 증원하면서 공세이동에 필요한 전투력을 축적한다.”는 것이었다.
한편 군은 이러한 미군의 작전방침에 호응하여 국본일반 명령 제14호로 제2군단을 창설하고 육본작전 참모부장 김백일 대령을 그 군단장으로 임명함과 동시에 육본 작명 제42호를 하달하여 제6, 8 양사단을 동군단에 배속하고 춘양에서 잠투하는 북한군을 요격중인 임익순 소령이 이끄는 제2사단 제25연대 제1대대를 제 8사단에 배속하여 2개연대뿐인 사단의 전투력의 보강을 꾀하였다.
그러나 사단은 북한군의 계속된 공격과 우회로 주적연대인 제10연대의 마조리-장현리선의 방어선이 무너지고 936고지로 급진한 제 21연대의 공격도 무위로 끝나 죽령으로 물러섰으나 연화봉 쪽으로 우회하는 북한군의 압박으로 두솔산을 거쳐 21:00에는 풍기로 물러서기 시작하였다.
이날 09:00부터 30분간에 걸친 미 공군의 근접지원이 있어 북한군을 강타하였으나 이때에는 이미 마조리-장현리선의 방어선이 무너져 죽령으로 철퇴 중에 있었는데 좀 더 일찍 근접지원이 있었더라면 국군이 전세를 전환하는 계기가 되었을 것이다.

## 결과 및 영향
7월 6일 단양으로 진출한 사단은 북한군의 사단 전방 지휘소를 기습하여 간담을 서늘케 하고 기세를 올렸으나 8일 야반부터 강행된 북한군의 도하로 일진일퇴의 격전을 벌려야 하였다.
그러나 병력과 화력의 열세로 7월 10일에 단양을 상실한데 이어 7월 11일에는 진지선이 무 너져 다음날에는 죽령지맥으로 물러섰다가 풍기 지역으로 철수하여야만 하였으나 이 무렵의 다른 정면에서는 찾아보기 어려운 반격까지 벌이고 봉우리에서 봉우리로 축차로 물러서는 지연전을 벌려 7일동안 지탱함으로써 전 전선에서 유독히 돌출된 전선을 계속 확보하게 되어 북한군 제2군단장 김무정을 초조하게 한 나머지 충주 공략에 투입된 북한군 제12사단을 이곳에 전용케 하기에 이른 것이다.
한편 사단 주력이 풍기로 철수하기에 이르자 사단장 이정일 대령은 G-3 권태순 중령과 제 10연대 부연대장 조원영의 건의를 받아들여 북한군에 대한 양동을 시도키로 하고 모든 차량이 죽령 동남단에서 영주까지 헤드라이트를 켠 채로 밤새도록 운행케 하여 사단이 영주로 계속 철수하는 것으로 오인케 하고 제10, 21연대는 풍기 시내 초등학교에서 전투복을 비롯한 보급품 일식을 지급한 다음 충분한 급식으로 피로를 씻게 하였다.
그리고 제21연대는 풍기 동남쪽을, 제10연대는 서남쪽 고지군을 각각 점령케 하여 풍기를 중심으로 V자형 진지를 편성케 하고 기도비익을 위하여 무전의 침묵을 명하였다.
이 무렵 당면의 북한군 제8사단은 그 주력이 마조리-장현리선으로 침공하고 그 선두가 연화봉-1363고지-936고지까지 남진하고 있었으나 포병대대의 탈전으로 그 기세가 좌절된 듯 계속 침공의 징후를 보이지 못하고 있었는데 경찰 정보망을 통하여 입수 한 첩보에 따르면 순흥(풍기 북쪽 6 km) 북쪽 7km에 있는 단곡리 200명으로 추정되는 무리가 나타났으며 또 영월에서 남하하는 것으로 보이는 400명의 북한군은 내성 북쪽 10 km 오려리까지 침습하였다는 것이다.
그러나 이때 마침 시달된 육본 작전 제42호에 따라 춘양에 위치한 임익순 소령이 이끄는 제25연대 제1대대가 사단에 배속게 됨으로써 사단 동측방에 대한 위협을 이 대대로 하여금 제거키로 하고 사단 주력은 풍기에서 일전을 결하기로 작전방침을 굳혔다.